# Tantulocarida
Sous-classe
Les Tantulocarida sont des crustacés parasites de très petite taille (moins d'un demi millimètre). Il y a 31 espèces dans 23 genres.

## Classification
Selon World Register of Marine Species (2 janvier 2016) et ITIS (2 janvier 2016) :
- famille Basipodellidae Boxshall & Lincoln, 1983 -- 7 genres
- famille Deoterthridae Boxshall & Lincoln, 1987 -- 11 genres (synonyme Onceroxenidae Huys, 1991)
- famille Doryphallophoridae Huys, 1991 -- 2 genres
- famille Microdajidae Boxshall & Lincoln, 1987 -- 2 genres
- famille Onceroxenidae Huys, 1991 -- 1 genre